# 沙倫鎮區 (明尼蘇達州勒蘇爾縣)
沙倫鎮區（英語：Sharon Township）是位於美國明尼蘇達州勒蘇爾縣的一個行政鎮區，得名自位於以色列的沙龙平原。

## 地方資料
沙倫鎮區的面積為92.81平方千米，當中陸地面積為91.65平方千米，而水域面積為1.16平方千米。根據2020年美國人口普查的數據，當地共有人口639人，而人口密度為每平方千米6.89人。